# Mignon Pretorius
Mignon Pretorius (* 10. Januar 1987) ist eine südafrikanische Schachspielerin und -trainerin. Sie gewann 2003 die südafrikanische Einzelmeisterschaft der Frauen und trägt den Titel Meisterkandidat der Frauen (WCM).

## Leben
Mignon Pretorius stammt aus Johannesburg und studiert an der Fakultät für Medizin der Universität Pretoria. Als Schachtrainerin hat sie das nationale Level-2-Zertifikat und ist eine von drei Trainern der südafrikanischen Juniorennationalmannschaft. Pretorius' Elo-Zahl beträgt 1984 (Stand: Februar 2024), sie wird jedoch als inaktiv geführt, da sie nach der Jugendweltmeisterschaft der Altersklasse U18 weiblich in Iraklio im November 2004 keine Elo-gewertete Partie mehr gespielt hat. Dies ist gleichzeitig die höchste von ihr erreichte Elo-Zahl.

## Erfolge

### Jugend
Mignon Pretorius gewann mehrere südafrikanische Meisterschaften der weiblichen Jugend: U-14 im Jahre 2000, U-16 2002 (zweiter Platz gesamt) sowie U-20 2003 und 2006. Bei der afrikanischen U-20-Meisterschaft 2004 in Lusaka wurde sie Zweite hinter der Südafrikanerin Jenine Ellappen.

### Einzelmeisterschaften
Die offene südafrikanische Frauenmeisterschaft konnte sie 2003 gewinnen. Im selben Jahr gewann sie die geschlossene südafrikanische Einzelmeisterschaft der Frauen. Im Oktober 2003 erreichte sie bei der afrikanischen Frauenmeisterschaft in Abuja einen geteilten vierten Platz.

### Nationalmannschaft
Für die südafrikanische Frauennationalmannschaft spielte sie bei den Afrikaspielen 2003 in Abuja am zweiten Brett. Südafrika belegte hinter Algerien den zweiten Platz. Bei den Schacholympiaden 2002 in Bled und 2004 in Calvià spielte sie ebenfalls am zweiten Brett der südafrikanischen Frauennationalmannschaft. Sie spielt auch für Auswahlmannschaften der Provinz Gauteng und des Schachbezirkes Gauteng West.